# Женевська конвенція 1927
Женевська конвенція 1927 року — міжнародний договір, укладений у Женеві 20 травня 1927 року під егідою Ліги Націй, що регулював відповідальність держав за збитки, завдані іноземцям на їх території під час громадянських заворушень.

## Історія
Конвенція була розроблена в межах зусиль Ліги Націй щодо унормування правил міжнародного права у сфері захисту іноземних громадян під час внутрішніх конфліктів. Основною метою угоди було встановити відповідальність держав за збитки, завдані іноземним особам або їхній власності внаслідок бунтів, революцій або громадянської війни.
Конвенція стала реакцією на численні інциденти, що мали місце в 1920-х роках у різних країнах, коли під час громадянських заворушень зазнали шкоди іноземні особи та підприємства.

## Основні положення
Конвенція визначала, що держава зобов'язана компенсувати збитки іноземним громадянам, якщо шкода була спричинена:
- під час бунтів;
- внаслідок революції або громадянської війни;
- через заходи державної влади, спрямовані на припинення таких заворушень.

При цьому компенсація могла обмежуватись лише випадками, коли шкода була спричинена діями або бездіяльністю органів влади чи їх представників.

## Учасники
Женевську конвенцію 1927 року підписали низка держав — членів Ліги Націй. Вона набула чинності після ратифікації необхідної кількості підписантів. Однак широка ратифікація конвенції не відбулася, і вона не отримала великого практичного застосування.

## Значення
Попри обмежене застосування, конвенція стала одним із перших міжнародних документів, що регулювали питання відповідальності держав за дії під час внутрішніх заворушень. Вона мала вплив на подальший розвиток міжнародного права, зокрема на формування норм щодо захисту прав іноземців.